# Blang Panjoe (Kuta Blang)
Blang Panjoe is een bestuurslaag in het regentschap Bireuen van de provincie Atjeh, Indonesië. Blang Panjoe telt 710 inwoners (volkstelling 2010).